# Iva Stanič
Iva Stanič, slovenska pevka zabavne glasbe, * Ljubljana.
Iva Stanič spada v mlajšo generacijo slovenskih pevk zabavne glasbe. Debitirala je na prireditvi Slovenska popevka 2005, sicer pa nastopa z različnimi džezovskimi zasedbami doma in v tujini. 